# إمراح تونسيل
إمراح تونسيل (بالتركية: Emrah Tuncel)‏ (14 سبتمبر 1987 بملطية في تركيا - ) هو لاعب كرة قدم تركي في مركز حراسة المرمى. شارك مع منتخب تركيا تحت 21 سنة لكرة القدم. أما مع النوادي، فقد لعب مع أضنة دمير سبور وبولو سبور وشانلي أورفا سبور ونادي بلدية آكهيسار سبور وTarsus İdman Yurdu ‏ وملطية سبور.

## روابط خارجية
- إمراح تونسيل على موقع اتحاد تركيا (لاعب) (الإنجليزية)
- إمراح تونسيل على موقع قاعدة بيانات كرة القدم.إي يو (الإنجليزية)
- إمراح تونسيل على موقع Soccerway.com (الإنجليزية)
- إمراح تونسيل على موقع عالم كرة القدم.نت (الإنجليزية)